# 龍輝
龍輝（たつき、1987年1月15日 - ）は、日本の俳優。

## 出演

### テレビドラマ
- うぬぼれ刑事　4話　(2010、TBS)　-　ヤンキー
- BOSS 2ndシーズン　4話　(2011、フジテレビ)　-　詐欺集団
- 花ざかりの君たちへ〜イケメン☆パラダイス〜2011　(2011、フジテレビ)　-　3寮生徒 役
- DOCTORS〜最強の名医〜　最終話　(2011、テレビ朝日)　-　研修医 役
- 13歳のハローワーク　6話　(2012、テレビ朝日)　-　ホスト 役
- ATARU　(2012、TBS)　-　レギュラー刑事 役
- リッチマン、プアウーマン　1話　(2012、フジテレビ)　-　インテリ社員
- ラブ・スウィング～色々な愛のかたち～　4・7話　(2012、BeeTV)　-　ｼﾞｭｴﾘｰｼｮｯﾌﾟ店員 役
- 向田邦子 イノセント 愛という字　4話　(2012、WOWOW)　-　早川隆 役
- とんび　7話　(2013、TBS)　-　パーティー司会
- 救急救命士・牧田さおり9　(2013、テレビ朝日)　-　カップル 役
- 最上のプロポーズ　(2013、BeeTV)　-　黒服
- お天気お姉さん　6話　(2013、テレビ朝日)　-　若い男性 役
- 町医者ジャンボ　11話　(2013、読売テレビ)　-　水着男子 役
- 安堂ロイド　2話　(2013、TBS)　-　警官 役
- 独身貴族　8話　(2013、フジテレビ)　-　導入ドラマ主演男性 役
- 地の塩　2話　(2014、WOWOW）
- 私の嫌いな探偵　2話　(2014、テレビ朝日)　-　宅ちゃんA 役
- SMOKING GUN〜決定的証拠〜　1話　(2014、フジテレビ)　-　男性警備員 役
- 家族狩り　1話　(2014、TBS)　-　刑事 役
- おやじの背中 ドブコ　5話　(2014、TBS)　-　AD 役
- 嫌われ監察官 音無一六〜警察内部調査の鬼〜 2　(2014、テレビ東京)　-　刑事
- 京都南署鑑識ファイル9　(2015、テレビ朝日)　-　久保田勝 役
- 医師たちの恋愛事情　1話　(2015、フジテレビ)　-　医師
- 花咲舞が黙ってない　6話　(2015、日本テレビ)　-　検査部員 役
- ホテルコンシェルジュ　8話　(2015、TBS)　-　男子生徒 役
- 無痛　1話　(2015、フジテレビ)　-　救急隊員 役
- SICKS〜みんながみんな、何かの病気〜　5話　(2015、テレビ東京)　-　強盗 役
- きんぴか　(2016、WOWOW)　-　若衆
- 怪盗山猫　9話　(2015、日本テレビ)　-　スパイ
- HiGH&LOW〜THE STORY OF S.W.O.R.D.〜 season2　1話　(2016、日本テレビ)　-　大谷 役
- お迎えデス。　3話　(2016、日本テレビ)　-　若者 役
- 重版出来!　9話　(2016、TBS)　-　バイク便
- ゆとりですがなにか　8話　(2016、日本テレビ)　-　所轄刑事
- ON 異常犯罪捜査官・藤堂比奈子　6話　(2016、関西テレビ)　-　登山男性 役
- キャリア〜掟破りの警察署長〜　8話　(2016、フジテレビ)　-　男 役
- ラストコップ　最終話　(2016、日本テレビ)　-　部下 役
- マグマイザー　1話　(2017、BSスカパー)　-　健太 役
- リバース　1話　(2017、TBS)　-　同級生 役
- 僕たちがやりました　9話　(2017、関西テレビ)　-　カップル 役
- 弱虫ペダル season2　(2017、BSスカパー)　-　井原友矢 役
- 新宿セブン 　7話　(2017、テレビ東京)　-　刑事 役
- ウルトラマンジード　10話　(2017、テレビ東京)　-　男性 役
- 突然ですが、明日結婚します　1話　(2017、フジテレビ)　-　新郎 役
- コンフィデンスマンJP　1話　(2018、フジテレビ)　-　部下 役
- 中学聖日記　1話　(2018、TBS)　-　同級生 役
- 今日から俺は!!　(2018、日本テレビ)　-　深沢龍輝 役
- 簡単なお仕事です。に応募してみた 3話 (2019、日本テレビ) - チンピラ 役
- 警視庁ゼロ係season4 5話 (2019、テレビ東京) - 捜査員 役
- ストロベリーナイト・サーガ 5話 (2019、フジテレビ) - 捜査員 役
- 執事 西園寺の名推理2 1話 (2019、テレビ東京) - 若き金田 役
- トレース 3話 (2019、フジテレビ) - サラリーマン 役
- グッドワイフ 1話 (2019、TBS) - 記者 役
- 親バカ青春白書 1話 (2020、日本テレビ) - インカレ男 役
- ユーチューバーに娘はやらん! 第3話（2022年1月31日 、テレビ東京） - 佐竹治 役
- 刑事7人 SEASON9 第6話（2023年7月12日、テレビ朝日） - 佐古谷 役
- 花咲舞が黙ってない 第3シリーズ 最終話（2024年6月15日、日本テレビ）-　清水 役[1]

### 映画
- ワーキング・ホリデー　(2012年11月17日公開、監督：岡本浩一)
- 俺はまだ本気だしてないだけ　(2013年6月15日公開、監督：福田雄一)
- 地獄でなぜ悪い　(2013年9月28日公開、監督：園子温)
- 女子ーズ　(2014年6月7日公開、監督：福田雄一)　-　社員 役
- ギャラクシー街道　(2015年10月24日公開、監督：三谷幸喜)　-　ヘレンケラー兄 役
- フローレンスは眠る　(2016年3月5日公開、監督：小林克人、小林健二)
- …and LOVE　(2017年3月18日公開、監督：松田圭太)　-　ツバサの友達 役
- THE LIMIT OF SLEEPING BEAUTY　(2017年10月21日公開、監督：二宮健)
- さらば青春、されど青春。　(2018年5月12日公開、監督：赤羽博)　-　中道誠也 役
- 今日から俺は!!劇場版　(2020年7月17日公開、監督：福田雄一)　-　深沢龍輝 役

### オリジナルビデオ
- クローゼット（2020年7月17日[2]、スパイスビジュアル） - 沢田拓海 役

### 舞台
- ｶｰｽﾞﾄﾞﾌｧﾐﾘｰ 月島家の人々　(2014、脚本・演出：是枝正彦)　-　月島ヒロミ 役
- 恋離 -KOIBANA-　(2015、脚本・演出：増本庄一郎)　-　山崎竜之介 役
- トニー、もう我慢できない～パッとしない洋館殺人事件～　(2019、脚本・演出：川口清人)　-　サム 役

### 広告
- 花王 「サクセス」 (2010）
- サンシャイサカエ 「サンシャインサカエ2013 TVCM X'mas ver.」 (2012年12月～1年間)
- ＫＯＮＡＭＩ 「BEMANI」 (2013年4月27日～1年間)　メイン
- トヨタ 「安心・安全広告」 GF (2014年1月～2015年10月22日)
- コカ・コーラ 「World Cup TVCM Señales」 (2014年4月1日～2クール)　メイン
- 東芝LE 「LINK THE MUSIC.」 GF (2014年12月～2クール)
- 三菱東京UFJ銀行 「バンクイック」 (2016年7月25日～1年)　メイン
- 大正製薬 「パブロンエースAX」 CF (2016年9月1日～1年)